# 国民共和军 (意大利)
国民共和军（義大利語：Esercito Nazionale Repubblicano）是意大利社会共和国的陆军，于1943年—1945年跟从德意志國防軍作战。
国民共和军正式成军于1943年10月28日，其组成部分可大致分为两个：意大利皇家陆军中依旧忠于墨索里尼的部队；德方在占领意大利南部后组建的意大利亲意大利法西斯主義的部队。
1945年4月29日，鲁道夫·格拉齐亚尼投降後，命令麾下的国民共和军于5月1日放下武器投降。